# Luglio

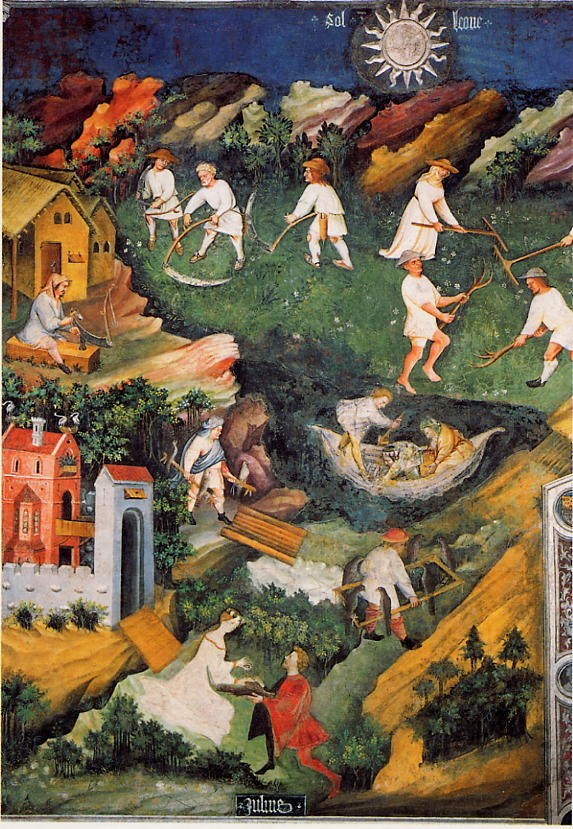
Luglio, che raffigura la raccolta delle messi (Ciclo dei mesi, castello del Buonconsiglio, Trento)

Luglio è il settimo mese dell'anno secondo il calendario gregoriano e il secondo mese dell'estate nell'emisfero boreale, dell'inverno nell'emisfero australe; conta 31 giorni e si colloca nella seconda metà di un anno civile.

## Storia

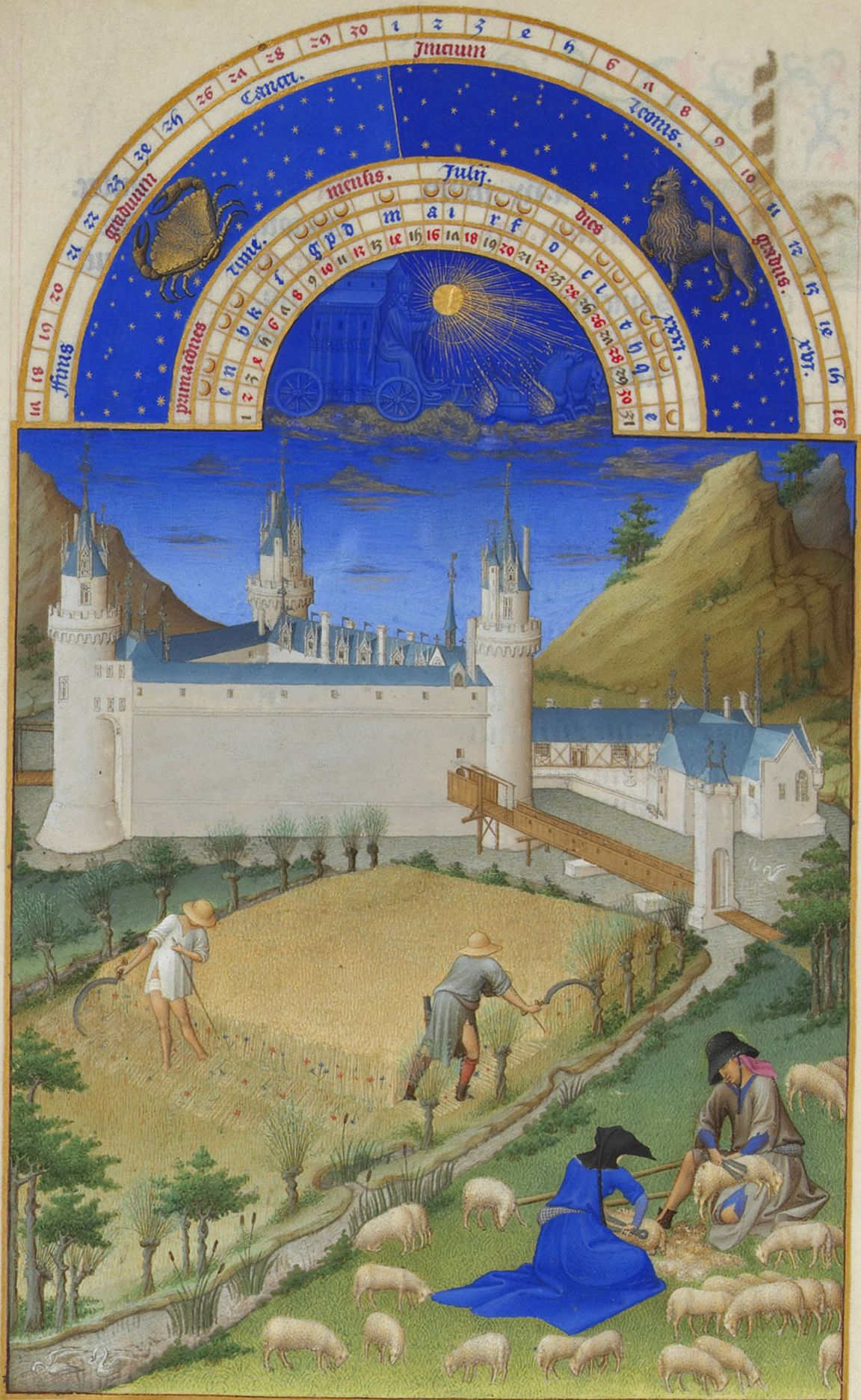
Juillet, da Les très riches heures du duc de Berry

Il nome deriva da Giulio Cesare, nato attorno al 13. In precedenza, nel calendario romano di Romolo, era il quinto mese e aveva il nome di Quintile (quintilis), nome latino del numero cinque. Venne poi cambiato in iulius per ordine di Marco Antonio.

## Ricorrenze
- 4 luglio 1776: viene emessa la dichiarazione di indipendenza, festa nazionale negli Stati Uniti d'America
- 14 luglio 1789: presa della Bastiglia, festa nazionale in Francia